# Xã Garfield, Quận Traill, Bắc Dakota
Xã Garfield (tiếng Anh: Garfield Township) là một xã thuộc quận Traill, tiểu bang Bắc Dakota, Hoa Kỳ. Năm 2010, dân số của xã này là 169 người.